# Eclipse solar de 1 de junho de 2011

Animação do eclipse de 1 de junho de 2011.

O eclipse solar de 1 de junho de 2011 foi um eclipse parcial do Sol visto nas regiões setentrionais da Ásia, da Europa e da América do Norte. O fenômeno teve início às 19 h 25min 17s UT na Sibéria e na China e terminou às 23 h 06 min 57 s UT no Oceano Atlântico, próximo à Terra Nova. A maior magnitude ocorreu no Oceano Ártico às 21 h 17 min 18 s. Teve magnitude de 0,60107 e foi o eclipse número 68 da série Saros 118.

## Sol da meia-noite
Uma vez que esse eclipse foi visível em regiões localizadas ao norte do Círculo Polar Ártico, nesse dia o Sol da meia-noite foi visto parcialmente eclipsado.